# Bonneval, Savoie
Bonneval är en kommun i departementet Savoie i regionen Auvergne-Rhône-Alpes i sydöstra Frankrike. Kommunen ligger i kantonen Moûtiers som tillhör arrondissementet Albertville. År 2018 hade Bonneval 105 invånare.

## Befolkningsutveckling
Antalet invånare i kommunen Bonneval
| Referens: INSEE |